# Paurophylla microta
Paurophylla microta là một loài bướm đêm trong họ Erebidae.